# Desierto de Mu Us
El desierto de Mu Us, (también escrito Mu-Us), Muus (del chino Mu Us Shamo) o Maowusu (en chino tradicional, 毛烏素沙漠; en chino simplificado, 毛乌素沙漠; pinyin, Máowūsù Shāmò), es un área desértica de arena (shadi) de unos 32.100 km² situada en el norte de la provincia de Shaanxi, China. Ocupa el centro y el sur de la meseta de Ordos.
Al igual que el desierto de Tengger Menor y otras áreas desérticas ubicadas en el noroeste de China, las condiciones climáticas son menos duras que en los desiertos del occidente del país. Las lluvias permiten la proliferación de plantas herbáceas que pueden resistir períodos de sequía. En los valles entre dunas crecen árboles pequeños, parecidos a arbustos, y en algunos de ellos, incluso, se generan pozas y pequeños lagos.